# Myrmeleon (Myrmeleon) regularis
Myrmeleon (Myrmeleon) regularis is een insect uit de familie van de mierenleeuwen (Myrmeleontidae), die tot de orde netvleugeligen (Neuroptera) behoort. 
Myrmeleon (Myrmeleon) regularis is voor het eerst wetenschappelijk beschreven door Esben-Petersen in 1918.